# 이산하
이산하(1992년 4월 10일 ~ )은 대한민국 울산방송의 전 기상캐스터다.

## 학력
- 연세대학교 스포츠레저학과 졸업

## 경력
- 2015년 ~ 2023년 UBC 기상캐스터

## 과거 진행 프로그램
- ubc 모닝와이드 - 날씨 코너
- ubc 9시 뉴스